# Maria von Guggenberg-Barska

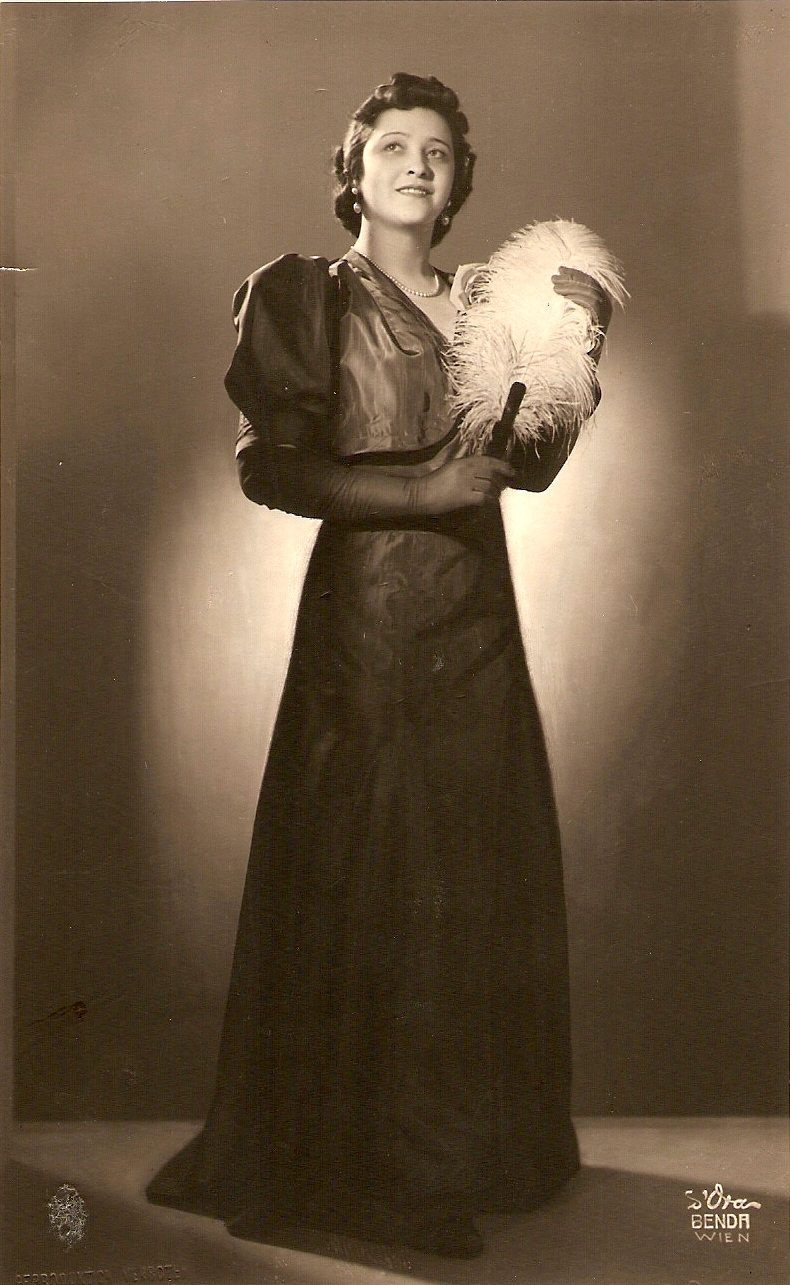
Maria von Guggenberg-Barska

Maria von Guggenberg-Barska (* 14. Oktober 1911 in Welka als Maria Baruschke; † 16. Februar 1999 Wien) war eine österreichische Sängerin (Konzert, Operette und Oper mit der Stimmlage Sopran) und Musikpädagogin.

## Leben
Geboren wurde sie als Tochter von Karl Baruschke, einem Gendarmerie-Postenkommandanten, und Valerie, geb. Babirad, aus Göding (Hodonin). Sie wuchs mit ihren drei Geschwistern in Laa an der Thaya auf. Am 27. September 1936 heiratete sie in der altkatholischen Pfarre St. Salvator in Wien 1 den Zahnarzt Dr. Oswald von Guggenberg, der der Brixener Familie von Guggenberg entstammte. Den Namen „von Guggenberg“ trägt heute noch eine Privatklinik in Brixen. Am 7. Oktober 1940 wurde Sohn Oswald geboren, der im Alter von nur 17 Jahren verstorben ist. Auf Wunsch des Gatten kehrte sie dem Theater den Rücken, und erst nach einigen Jahren trat sie wieder als Konzertsängerin auf. In zweiter Ehe heiratete sie den Industriellen Hugo Artner, mit dem sie viel auf Reisen war und mit dem sie teilweise auch in Panama City und Coral Gables (in der Nähe von Miami) lebte. Ihr Hauptwohnsitz war bis zu ihrem Tod Wien, nahe der Staatsoper.
Für ein Privathaus in Wien schuf die Künstlerin Birgit Graschopf 2017 ein aus vier Teilen bestehendes Kunstwerk, mit auf Autogrammkarten basierenden schwarz-weiß Belichtungen von u. a. Maria von Guggenberg-Barska und dem Tenor und Schauspieler Carl Pfann.

## Karriere

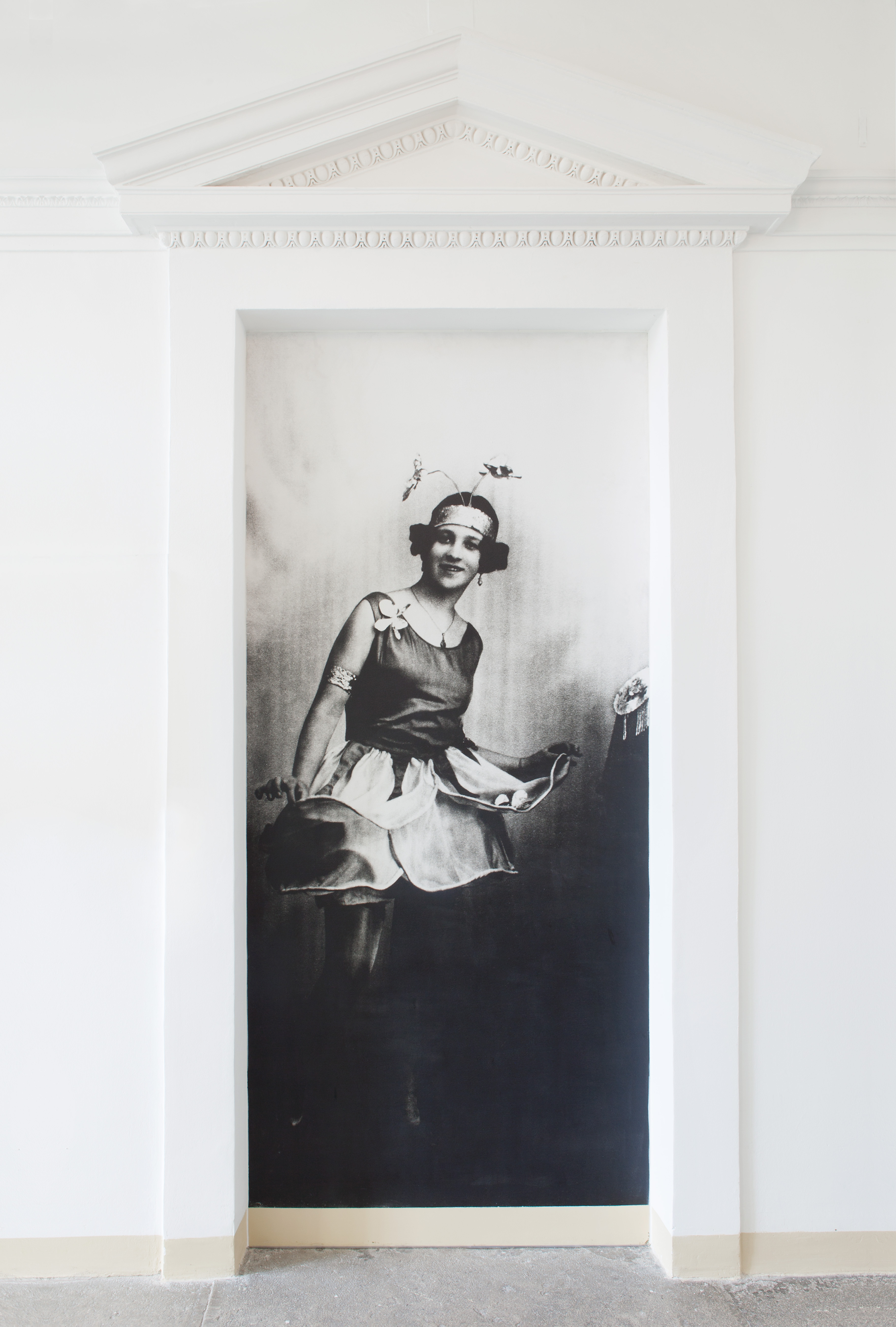
Wandbelichtung der Maria von Guggenberg-Barska von Birgit Graschopf

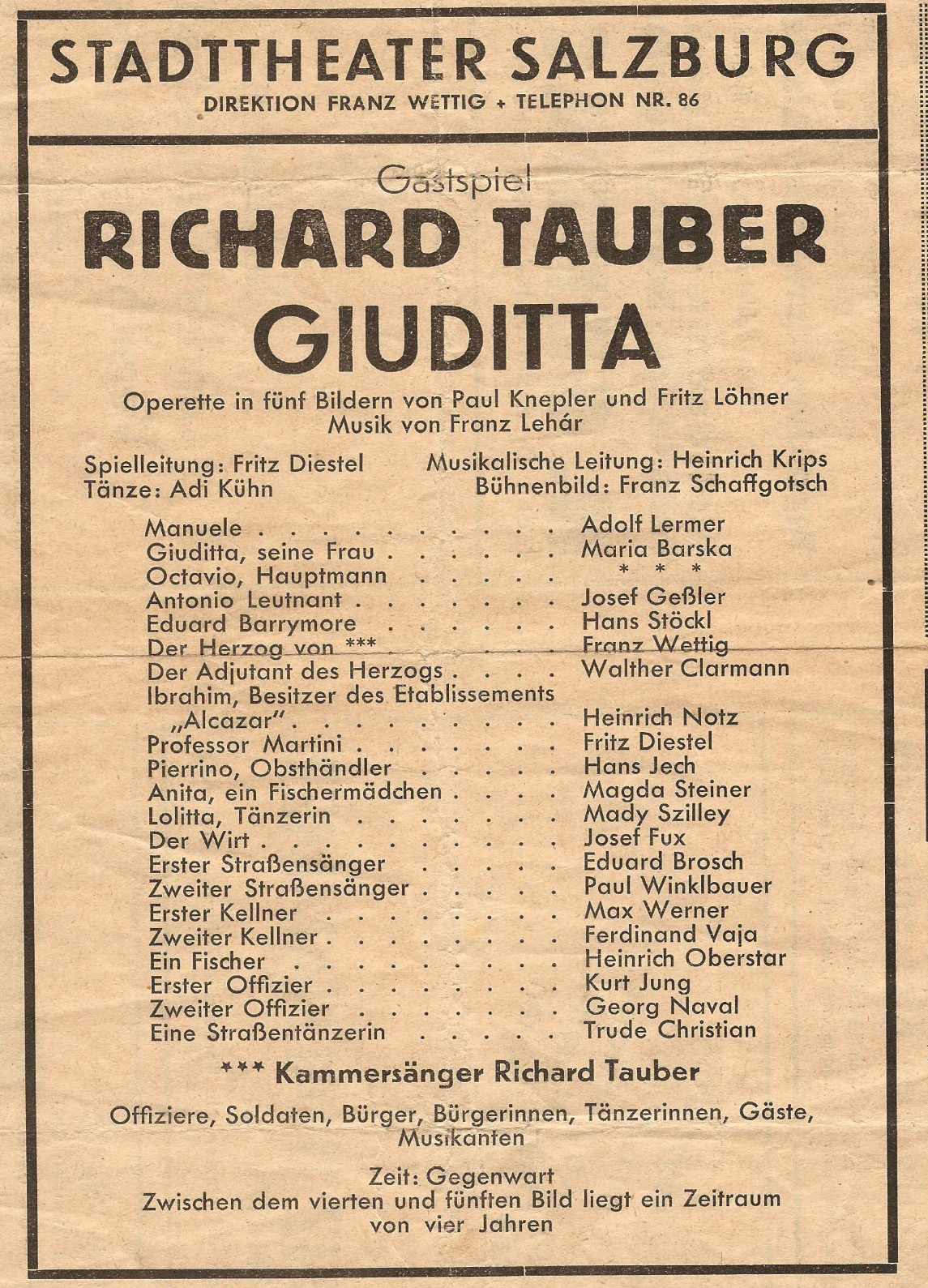
Plakat Stadttheater Salzburg, Giuditta, 1935

Seit Kindertagen genoss Maria eine musikalische Ausbildung, da die Mutter ihre Begabung schon früh erkannte. Um eine bessere Förderung zu erhalten, zog Maria nach Wien, wo sie sich an den Musikschulen Kaiser zur Sängerin ausbilden ließ. Die Familie Baruschke zog 1938 nach. Eine von Marias Lehrerinnen war Maria Gerhart.
1934 wurde die junge Sängerin an die Volksoper in Wien engagiert, auch im Bühnenjahrbuch von 1935 wird sie als Mitglied der Volksoper geführt. Im Jahr 1936 gehörte sie dem Ensemble des Stadttheaters Salzburg an, und 1937 war sie als Chormitglied in Berlin (Theater im Admiralspalast) engagiert.
Wie die Zeitungskritiken aus dieser Zeit belegen, hatte sie Erfolg und bekam weitere prestigeträchtige Rollen. Während des Krieges trat sie vor allem als Konzertsängerin auf und wurde auch zu Auftritten vor Soldaten an die Front abkommandiert. Nach dem Krieg wurden die Auftritte weniger, und nach einem schweren Schicksalsschlag (Verlust des einzigen Sohnes Oswald mit 17 Jahren durch einen Unfall) war sie nur noch als Musikpädagogin (ab 1947) in Wien tätig. Zu ihren Schützlingen zählten z. B. Eva Maria Molnar und Winnie Markus. Ebenfalls engagierte sie sich für die Mozartgemeinde Wien, zu deren Ehrenmitglied sie 1984 ernannt wurde.

## Repertoire

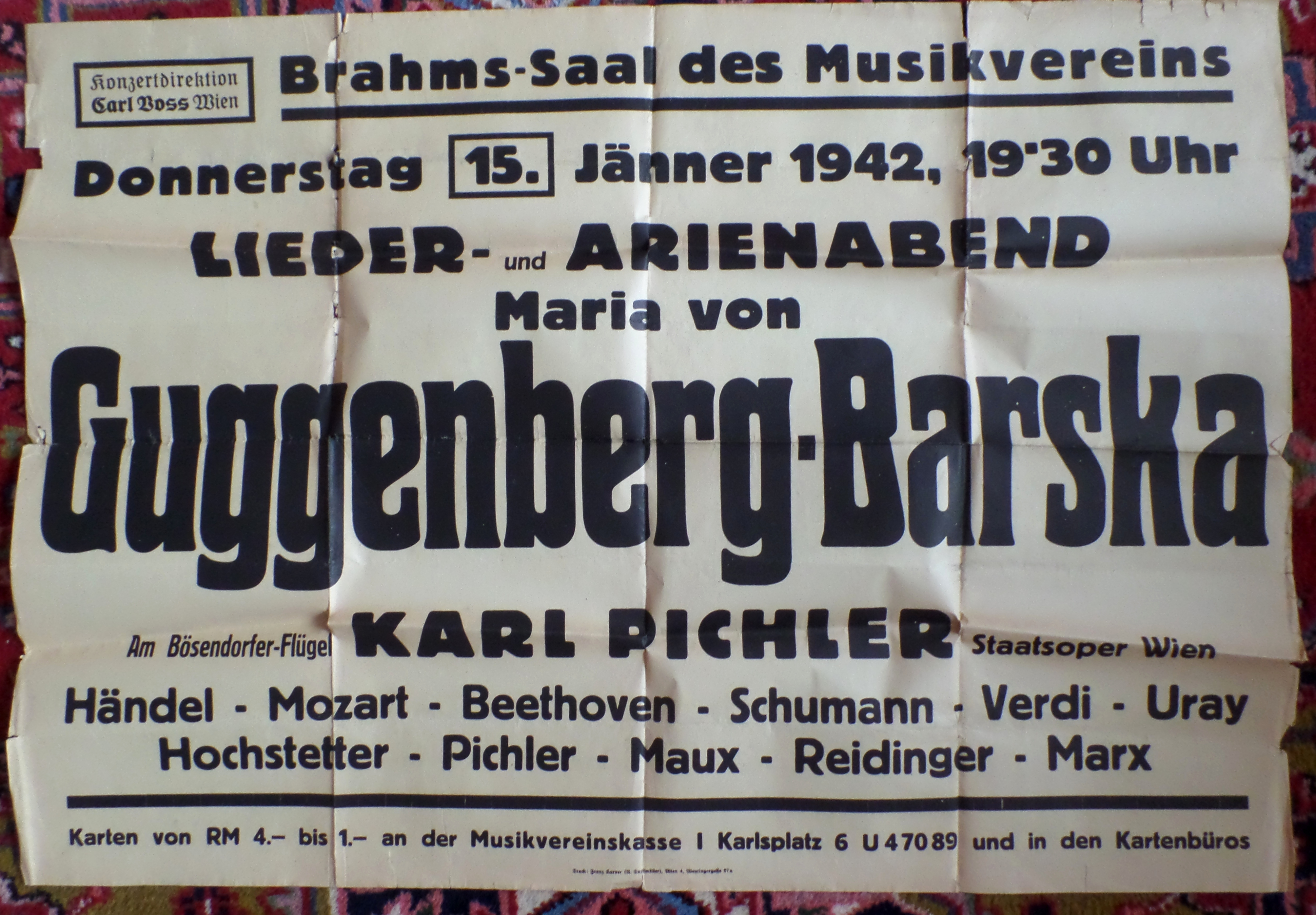
Plakat Musikverein Wien, 15. Januar 1942

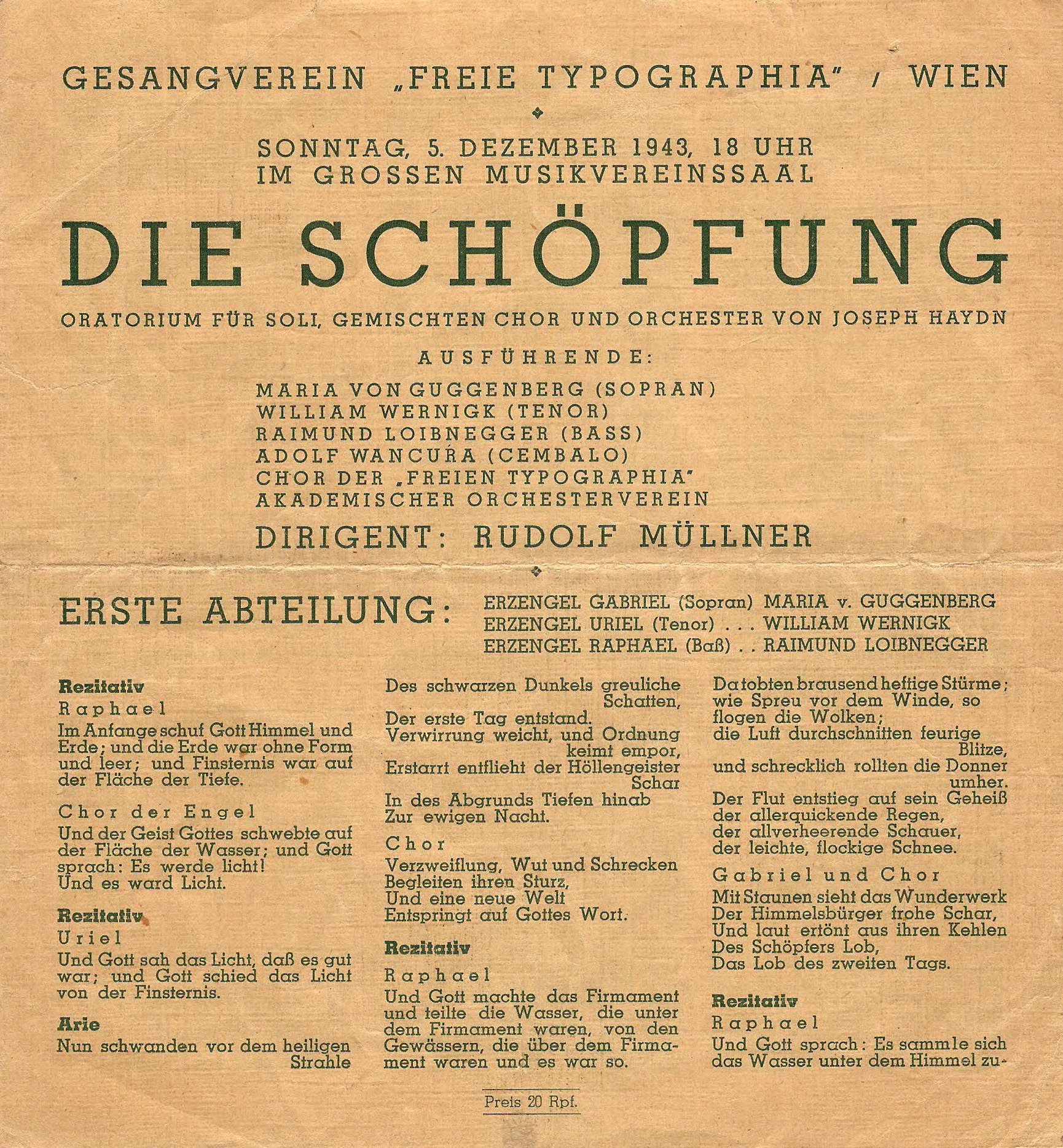
Plakat Gesangverein, Die Schöpfung, 5. Dezember 1943

- Wolfgang Amadeus Mozart: Die Hochzeit des Figaro (Barbarina und Gräfin)
- Joseph Haydn: Die Schöpfung (Erzengel Gabriel)
- Franz Lehár: Giuditta
- Giacomo Puccini: Madama Butterfly, La Bohème
- Ruggero Leoncavallo: Der Bajazzo
- Emmerich Kálmán: Die Zirkusprinzessin (Fedora)
- Franz Schubert: „Widmung“, „Mondnacht“
- Robert Schumann: Frauenliebe und -leben (Chamisso), „Er ist’s“, „Stille Tränen“, „Röselein“, „Frühlingsnacht“
- Joseph Marx: „Selige Nacht“, „Lied eines Mädchens“, „Erinnerung“, „Und gestern hat er mir Rosen gebracht“, „Hat dich die Liebe berührt“
- Antonín Dvořák: Zigeunermelodien
- Kurt Striegler: Aus der Liederfolge Auf den Schwingen des Windes
- Friedrich Reidinger: Lieder: „Ohne Liebe, über die Felder“, „Ich sah ein Blümlein“, „Ein junger Dichter denkt an die Geliebte“, „Jubel“
- Giuseppe Verdi: Rigoletto, Arie der Gilda; Der Troubadour
- Johann Strauss: Die Fledermaus (Melanie)
- Richard Strauss: „Allerseelen“, „Wiegenlied“, „Liebeshymnus“, „Cäcilie“
- Hugo Wolf: „Im Frühling“, „Zum neuen Jahr“, „Anakreons Grab“, „Mignon“, „Bedeckt mich mit Blumen“, „Geh’, Geliebter, geh’ jetzt“, „Nun lass uns Frieden schliessen“, „Wenn du, mein Liebster, steigst zum Himmel auf“
- Ludwig van Beethoven: „Ich liebe dich“ (Herrone); „Neue Liebe, neues Leben“ (Goethe); „Der Wachtelschlag“
- Carl Maria von Weber: Cavatine der Agathe aus Der Freischütz
- sowie von Gioachino Rossini, Georges Bizet, Karl Maria Löbl (Lieder/Rollen nicht bekannt)

## Engagements/Auftritte (Auswahl)
- 1934
  - Giacomo Puccini La Bohème (Mimi) und Johann Strauss Die Fledermaus (Melanie), Großer Konzerthaus Saal
  - Das Neue Wiener Konservatorium (25 Jahre Jubiläum), Konzert der Spezialklasse Max Klein
- 1934/1935: Engagement an der Volksoper Wien
  - Charles Gounod: Faust und Margarete (Siebel)
  - Richard Wagner: Lohengrin (Edelknabe)
  - Carl Millöcker: Der Bettelstudent (Eva, Malachowskis Gattin), Hauptrolle Johannes Heesters
  - Ermanno Wolf-Ferrari: Sly oder Die Legende vom wiedererweckten Schläfer (Rosalina)
  - Johann Strauss: Die Fledermaus (Ida)
  - Josef Helmessberger: Wiener G’schichten (Ballerina Susi)
  - Eduard Fritsch: Sein Glücksfall im Leben (Lolita Monteiro)
  - Wolfgang Amadeus Mozart: Die Hochzeit des Figaro, Volksoper Wien (Barbarina), mit Tilly de Garmo (Gastspiel)
- 1935: Engagement am Stadttheater Salzburg
  - Hermann Fohringer: Das Netterl vom Kahlenberg (2. Elfe)[7]
  - Franz Lehár: Federica (Liselotte), mit Richard Tauber als J.W. Goethe, P. Knepler und F. Löhner
  - Franz Lehár: Giuditta mit Richard Tauber
  - Emmerich Kálmán: Die Zirkusprinzessin (Fedora)
- 1935: Engagement in Abazzia bei den Lehar-Festspielen im Teatro all‘ aperto
  - 30. & 31. Juli: Franz Lehár: Das Land des Lächelns (Lore), Lehar-Festspiele, mit Richard Tauber als Graf
  - 3. & 4. August: Franz Lehar Friederike mit Richard Tauber als Goethe
- 1941–1945: Konzerttätigkeit in Wien, Berlin[8], Dresden, Iglau, Graz. Bruck a/d Mur, Fürstenfeld, Bad Nauheim, Franzensbad
  - 8. Dezember 1941; 4. Konzert junger Künstler, Schubertsaal des Wiener Konzerthauses, am Piano Valerie Ruschitzka[9]
  - 15. Jänner 1942, Lieder- und Arienabend im Brahmssaal des Musikvereins am Flügel Karl Pichler
  - 23. Jänner 1942, Schubertiade im Brahms Saal des Musikvereins, am Flügel Prof. Grete Hinterhofer
  - 10. April 1942, Konzerte junger Künstler, Meistersaal Berlin, begleitet von Max Hüsgen, am Klavier Fritz Büker[10]
- 1942: Truppenbetreuung in der Ukraine
- 1. Februar 1943, Liederabend im Schubertsaal des Konzerthauses Wien
- 21. November 1943, 7. Symphonie-Konzert mit dem Stadtorchester der Wiener Symphoniker, dirigiert von Anton Konrath
- 5. Dezember 1943, Joseph Haydn Die Schöpfung, Grosser Musikvereinssaal Wien
- 20. Februar 1944, Liederabend im Brahms Saal des Musikvereins, am Flügel Dr. Reinhold Melas
- 9. Juni 1944, Liederabend in Judenburg, ebenfalls mit Dr. Reinhold Melas am Klavier[11]
- 1945: Engagement am Landestheater Innsbruck
  - Wolfgang Amadeus Mozart: Die Zauberflöte (Pamina)
- 29. September 1945 Liederabend im Riesensaal der Hofburg in Innsbruck, am Steinwayflügel Othmar Suitner
- 19. März 1949: Musikabend bei Maria von Guggenberg-Barska, mit dem Barylli-Quartet und Maria Cebotari (Sopran) in Wien, organisiert durch Maria von Guggenberg-Barska als Vorstandsmitglied der Mozartgemeinde Wien[12]

## Tondokumente
- „Auf starkem Fittiche“, Arie aus dem Oratorium Die Schöpfung (Joseph Haydn), Großes Wiener Rundfunkorchester, Leitung Anton Konrath